# Kagyu-Dzong
Kagyu-Dzong je chrám tibetského buddhismu v Paříži. Chrám vychází z linie Karma Kagjü a je součástí Mezinárodního buddhistického institutu. 

## Historie
Kagyu-Dzong založil v roce 1974 láma Gyourmé jako první tibetské buddhistické centrum pod názvem Kagyu Euser Tcheu Dzong, což znamená Citadela jasného světla. Centrum vysvětil 16. karmapa Rangdžung Rigpä Dordže a jeho správu svěřil svému žákovi lámovi Gyourmémovi. Činnost centra rovněž ovlivňoval 17. karmapa Ogjän Thinlä Dordže.
V roce 1980 se láma Kalu Rinpoche setkal s Jeanem Oberem, generálním tajemníkem Mezinárodního buddhistického institutu a společně vyvinuli projekt na výstavbu tibetského chrámu. Plány vypracoval architekt Jean-Luc Massot. Základní kámen byl položen 20. března 1983. Chrám v tibetském stylu byl postaven během dvou let v sousedství Pagody Vincennes, kde sídlí Mezinárodní buddhistický institut. Slavnostní otevření proběhlo 27. ledna 1985.
Kagyu-Dzong je spojen s centrem Vajradhara-Ling v Normandii.